# إيكير بينيتو
إيكر بينيتو سانشيز (بالإسبانية: Iker Benito Sánchez)‏؛ (10 أغسطس 2002) هو لاعب كرة قدم إسباني يلعب في مركز جناح أيمن في نادي أوساسونا.

## روابط خارجية
- إيكير بينيتو على موقع قاعدة بيانات كرة القدم.إي يو (الإنجليزية)
- إيكير بينيتو على موقع Soccerway.com (الإنجليزية)